# El Chicural
El Chicural är en ort i Mexiko.   Den ligger i kommunen Tamazula och delstaten Durango, i den centrala delen av landet, 900 km nordväst om huvudstaden Mexico City. El Chicural ligger 618 meter över havet och antalet invånare är 147.
Terrängen runt El Chicural är bergig åt nordost, men åt sydväst är den kuperad. Runt El Chicural är det mycket glesbefolkat, med 5 invånare per kvadratkilometer. Närmaste större samhälle är Los Remedios, 5,6 km norr om El Chicural. I omgivningarna runt El Chicural växer huvudsakligen savannskog.